# Terminalia petiolaris
Terminalia petiolaris är en tvåhjärtbladig växtart som beskrevs av Allan Cunningham och George Bentham. Terminalia petiolaris ingår i släktet Terminalia och familjen Combretaceae. Inga underarter finns listade i Catalogue of Life.